# Strėvininkų miškas
Strėvininkų miškas este o arie protejată (sit de importanță comunitară — SCI) din Lituania întinsă pe o suprafață de 194 ha, integral pe uscat.

## Localizare
Centrul sitului Strėvininkų miškas este situat la coordonatele 54°48′41″N 24°20′45″E / 54.8114°N 24.3458°E.

## Înființare
Situl Strėvininkų miškas a fost declarat sit de importanță comunitară în iunie 2005 pentru a proteja 2 specii de animale.

## Biodiversitate
Situată în ecoregiunea boreală, aria protejată nu include niciun habitat protejat.
La baza desemnării sitului se află mai multe specii protejate de  nevertebrate (2): Cucujus cinnaberinus, Osmoderma eremita.